# Аморфофаллус Баумана
Аморфофа́ллус Ба́умана (лат. Amorphophallus baumannii) — клубневое травянистое растение, вид рода Аморфофаллус (Amorphophallus) семейства Ароидные (Araceae).

## Ботаническое описание
Клубень от плоско-шаровидного до шаровидного, 3—15 см в диаметре, корни появляются исключительно из верхней половины клубня.

### Листья
Лист появляется спустя несколько дней после соцветия, 30—120 см высотой. Черешок 22—100 см длиной, тёмно-зелёный, с фиолетовыми пятнами.
Листовая пластинка 18—70 см в диаметре. Центральная жилка от немного клиновидной до крыловидной. Конечные листочки от обратнояйцевидных до удлинённо-яйцевидных, 6—14 см длиной, 2—5 см шириной, коротко нисходящие, от зелёных до сине-зелёных, края гладкие, волнистые, изредка зубчатые.

### Соцветие и цветки
Соцветие до 1 м высотой. Цветоножка 25—70(80) см длиной, 0,5—2 см в диаметре, от грязно-зелёной до фиолетовой с беловато-коричневыми пятнами.
Покрывало 7—20 см длиной, состоит из трубки, от узкоцилиндрической до яйцевидной и треугольной, удлинённой, открытой пластинки, разделёнными небольшой перетяжкой, не всегда очевидной. Трубка 4—8 см длиной, 3—5 см в диаметре, снаружи от зелёной до бледно-зеленой, внутри у основания гладкая, с несколькими короткими, округлыми папиллярами и с очень рассеянными, похожими на язычки, короткими наростами, зеленовато-фиолетовая, с немного выпуклыми жилками. Пластинка вертикальная, 5—12 см длиной, 3—7 см шириной, длинно-заострённая, снаружи от зелёной до бледно-зелёной, внутри зеленовато-белая.
Початок полусидячий или на ножке 0,3—1 см длиной, 13—40 см длиной, обычно в два раза длиннее покрывала. Женская зона более-менее цилиндрическая, 0,8—2,5 см длиной, 0,4—1 см в диаметре, цветки относительно скученные, не всегда соприкасаются, по крайней мере в трёх завитках. Мужская зона обратноконическая, 1—2 см длиной, 0,4—1,5 см в диаметре, цветки скученные. Придаток 11—35 см длиной, от удлинённо-конического до слегка булавовидной формы, остро нисходящий, жёлтый, жёлто-зелёный или зеленоватый, в основании не сжатый или едва сжатый, слегка морщинистый. Стаминодии и стерильная зона между женской и мужской зонами отсутствуют. Соотношение длины женской зоны к длине мужской (0,6—0,7):1.
Женские цветки 3—4 мм длиной, завязь сферически-яйцевидная, 2,2—3,5 мм длиной, 2,3—3 мм шириной, кремовая, одногнёздная; рыльце сидячее, слегка двухлопастное, 0,5—1,5 мм длиной, 1—2 мм шириной, округлое в поперечном сечении, выгнутое в боковом сечении, с двумя заострённо-круглыми горбами.
Мужские цветки 1—1,5 мм длиной; пыльники свободные, 1 мм длиной и шириной, удлинённо-кубические, по два на каждый цветок; нити свободные, очень короткие и незаметные; теки полукруглые, в каждом по одной поре; поры верхушечные, округло-широко-эллиптические.
Цветёт с марта до мая.

### Плоды
Плодоножка после цветения удлинняется, 20—35 см длиной. Соплодие слегка коническое, 8—10 см длиной, 3—5 см в диаметре. Ягоды шаровидные, 1 см в диаметре, от оранжевых до красно-оранжевых.
Плодоносит с октября по ноябрь.

## Распространение
Встречается от Западной тропической Африки до Чада: Бенин, Буркина-Фасо, Гана, Гамбия, Нигерия, Нигер, Сьерра-Леоне, Того, ЦАР, Чад.
Растёт в саваннах и на открытых лесистых пространствах, а также на каменистой почве, на высоте 300—500 м над уровнем моря. Любит влагу, поэтому часто встречается в долинах рек, на лесных просеках и в низинах в саваннах. Также часто это растение можно встретить на культивируемых землях и хорошо обработанной почве, таких, как плантации какао.